# 이스타디우 조제 알발라드
이스타디우 조제 알발라드(Estádio José Alvalade)은 포르투갈 리스본에 위치한 경기장으로, 스포르팅 리스본의 홈 구장이다.
기존의 경기장은 1956년에 개장했으며 2003년에 해체되었다. 현재의 경기장은 2003년 8월 6일에 개장했으며 같은 날 스포르팅 리스본은 잉글랜드의 맨체스터 유나이티드와 개장 기념 친선 경기를 개최했다. 50,076명을 수용할 수 있으며 UEFA 유로 2004 경기와 2004-05 UEFA컵 결승전 경기가 열린 경기장이기도 하다.

## 기록

### 2002년 FIFA 월드컵 유럽 지역 예선
| 날짜           | 팀 1     | 스코어 | 팀 2     | 라운드 |
| -------------- | -------- | ------ | -------- | ------ |
| 2001년 6월 6일 | 포르투갈 | 6 - 0  | 키프로스 | 2조    |